# Rezitativ
Das Rezitativ (von italienisch recitare „vortragen“) ist ein dem Sprechen angenäherter Gesang in Oper, Kantate, Messe oder Oratorium. Es existiert in verschiedenen Ausprägungen seit ca. 1600. Seine Entwicklung ist eng mit der des Generalbasses (Basso Continuo) verbunden.
Während des Rezitativs hat der Sänger die Freiheit, den Text rhythmisch frei zu deklamieren. Es gibt zwei Formen des Rezitativs: Das Secco-Rezitativ wird nur durch einen Basso Continuo begleitet und erlaubt größte rhythmische Freiheit. Beim Accompagnato-Rezitativ wird der Sänger durch ein Orchester begleitet, das an der Auslegung des gesungenen Inhalts kompositorisch beteiligt ist, was strengere rhythmische Bindung zur Folge hat.
In der Opera seria ist das Rezitativ der Träger der Bühnenhandlung. Auch wenn das Rezitativ durch die Entwicklung der durchkomponierten Oper und das Verschwinden des Basso Continuo ab ca. 1840 zeitweise außer Mode geriet, ist es bis heute Bestandteil von Oper und Oratorium.
Die Neue Musik des 20. und 21. Jahrhunderts knüpft dann wieder stark an die traditionellen Vorbilder an und unterwirft sie vielfältigen kompositorischen Neuinterpretationen.

## Begriff
Das Rezitativ entstand mit der Oper Ende des 16. Jahrhunderts in Florenz und entwickelte sich aus der Monodie, der Trennung von Solostimme und Begleitung. Als weitere Vorgängerformen sind die Psalmodie und das Madrigal zu nennen. In der gesamten Barockmusik war das Rezitativ der Ort für erzählerische und dialogische Elemente eines mehrsätzigen Werks. Stimmungen und Betrachtungen waren dagegen Inhalt der Arie und anderer geschlossener Formen, die sich später entwickelten.
Das Rezitativ besteht eher aus einem „Sagen“ (Diegesis); eine Arie, ein Chor oder eine Tanznummer eher aus einem „Zeigen“ (Mimesis). Diese Gegenüberstellung deutet auf eine Verarbeitung platonischer und aristotelischer Theorie in seiner Entstehungszeit um 1600 (vgl. Jacopo Peri und die Florentiner Camerata). Man glaubte, dass die Deklamation des antiken Dramas auf diese Weise belebt werde.
In Claudio Monteverdis Il combattimento di Tancredi e Clorinda (1624) berichtet ein Erzähler (Testo, „Text“) rezitativisch die Handlung, und in tänzerischen Einschüben, die auch parallel zur Erzählung verlaufen, wird der Kampf der Hauptfiguren „gezeigt“. Die spätere deutliche Schnittstelle zwischen Rezitativ und Arie und der Verzicht auf Zwischenformen (wie das Arioso) sind dagegen eine Folge der industriellen Standards angenäherten Produktion von Opern, die es ungefähr seit dem ersten Drittel des 17. Jahrhunderts gab.
Eine bekannte Art des Rezitativs ist z. B. der Bericht des Evangelisten in einer Passion. Dazwischen kommen die Akteure wie Christus oder das Volk in Arien und Chören selbst zu Wort (was eine klare Abkehr von der mittelalterlichen Verurteilung der Mimesis bedeutete, denn das Heilsgeschehen sollte einst nur erzählt, nicht gezeigt werden, vgl. mittelalterliches Theater).
In Opera seria und Opera buffa ist das Rezitativ der Ort der Handlung, also der Erzählung und der Dialoge, während die Arien mit wenigen Ausnahmen statische Betrachtungen sind. In den gemischten Finalensembles am Ende der Akte, die Ende des 18. Jahrhunderts immer ausgedehnter werden, löst sich diese Trennung auf.
In der Oper wurde das Rezitativ der Nummernoper seit der Mitte des 19. Jahrhunderts von durchkomponierten Formen verdrängt, in denen der Unterschied zwischen Rezitativen und geschlossenen Formen verwischt wird (z. B. bei Richard Wagner).

## Merkmale
Charakteristische musikalische Merkmale des Rezitativs sind:
- Syllabische Deklamation, d. h. auf jede Textsilbe fällt eine Note.
- Es ist „ohne alle Repetition“ (Johann Mattheson, 1725). Der Melodieverlauf entspricht dem Auf und Ab der natürlichen gesprochenen Sprache. Manche Figuren darin kehren immer wieder und konnten von den italienischen Sängern des 18. Jahrhunderts auch improvisiert werden.
- Der Takt im italienischen Rezitativ ist grundsätzlich gerade; aber der Melodieverlauf ordnet sich dem Takt nicht unter, sondern ist dem Text gemäß durch Einschnitte und Pausen gegliedert. Das französische Rezitativ richtet sich nach den Deklamationsregeln der französischen Sprache und bleibt dabei im Takt, der sich dem Text durch häufige Wechsel anpasst (siehe Französische Oper).
- Keine tonartliche Geschlossenheit. Neben der dramaturgischen hat das Rezitativ auch die musikalische Funktion, den Tonartwechsel zwischen zwei Einzelsätzen durchzuführen.

## Begleitung
Das Rezitativ wird von der Continuo-Gruppe begleitet. Diese bestand aus mehreren Tasten- und gezupften Saiteninstrumenten zur Wiedergabe der Harmonien und aus Bassinstrumenten zur Wiedergabe der Bassstimme. Die stilgerechten Besetzungen sind bis heute umstritten und hingen stark von den finanziellen Mitteln ab. Die ausschließliche Begleitung der Rezitative durch Cembalo und Cello stammt erst aus der Aufführungspraxis des 19. Jahrhunderts.

## Secco und Accompagnato
Ein Secco-Rezitativ (italienisch recitativo secco, von secco „trocken“; auch recitativo semplice, von semplice „einfach“) wird lediglich vom Generalbass begleitet. Wert gelegt wird auf besondere Sprachnähe. Die Oper wurde um 1753 noch als klingende Literatur betrachtet, daher standen die Textverständlichkeit und die stilgerechte Deklamation im Vordergrund. Das Secco-Rezitativ lässt sich individueller ausführen als das Accompagnato-Rezitativ, besonders auch wenn Gedächtnislücken der Sänger zu überbrücken sind, was unter dem Druck der Opernproduktion im 18./19. Jahrhundert nicht selten vorkam. Das Secco-Rezitativ verschwindet zunehmend in der Oper des 19. Jahrhunderts, erscheint jedoch noch etwa in Giuseppe Verdis Un giorno di regno (1840).
Ein Accompagnato-Rezitativ (italienisch recitativo accompagnato, von  accompagnare „begleiten“), kurz Accompagnato, wird zusätzlich von Melodieinstrumenten oder sogar vom ganzen Orchester begleitet. Hier spiegelt sich der gesungene Text, etwa die dabei empfundene Emotion, in der Instrumental- bzw. Orchestersprache. Diese Art des Rezitativs bekommt im 18. Jahrhundert zunehmendes Gewicht, schon in den Bachkantaten, aber auch in den Opern Glucks oder Antonio Salieris, im Sinne der klingenden Rede. Die gemeinsame Deutung und Bekräftigung eines Gesagten durch die musikalische Gestik eines Instrumentenchors bekam vor der Französischen Revolution einen wachsenden Stellenwert (vgl. auch Melodram).
In Johann Sebastian Bachs Matthäuspassion wird Jesus mit Accompagnato-Recitativo dargestellt, während der Evangelienbericht ansonsten secco ausgeführt wird.
Umstritten ist, ob ein Accompagnato oft auch improvisiert wurde und die überlieferten Beispiele nur die seltenen, besonders bedeutenden Fälle darstellen, in denen die Improvisation schriftlich fixiert wurde. Die häufigen zeitgenössischen Warnungen vor übertriebener Auszierung zeigen, dass solche Improvisationen verbreitet waren.

## Instrumentales Rezitativ
Bisweilen wird der Ausdruck „Instrumentales Rezitativ“ für eher deklamatorische als melodische Passagen in der Instrumentalmusik verwendet. Das wohl markanteste Beispiel stammt aus der 9. Symphonie von Ludwig van Beethoven, wo im Finale die Kontrabässe die später vom Solotenor gesungenen Textworte auf ihren Instrumenten „rezitieren“ und der Hörer erst im Nachhinein erfährt, welchen Bedeutungshintergrund die Töne haben.

## 20. und 21. Jahrhundert
Im 20. und 21. Jahrhundert entstehen in der Neuen Musik neue Spielarten des Rezitativs, die häufig ausdrücklich an die Barockzeit (und dort insbesondere an Monteverdi) anknüpfen – die mitunter aber auch den damaligen Anspruch einer Wiederbelebung antiker Vorbilder aufgreifen. Verschiedene Zwischenformen von Singen und Sprechen greifen das deklamatorische Element des traditionellen Rezitativs an. Die stilistische Bandbreite reicht dabei von Carl Orff (Prometheus und andere Werke) bis zu Arnold Schönberg (z. B. Pierrot Lunaire).
Durch den Einfluss aleatorischer und improvisatorischer Kompositionstechniken nimmt die Bedeutung eines metrisch ungebundenen „Accompagnato“ zu: Statt einem vordefinierten Metrum zu folgen, schmiegen sich Begleitinstrumente einem metrisch flexiblen oder „kadenzierenden“ Soloinstrument an. Beispiele hierfür finden sich beispielsweise bei Witold Lutosławski oder Karlheinz Stockhausen.
Eine wichtige Rolle spielt der instrumental begleitete Sprechgesang mit einer ganzen Skala von feinen Nuancen zwischen Sprechen und Singen im Spätwerk von Mauricio Kagel (Ein Brief, …den 24.xii.1931, Aus der Matratzengruft und viele andere). Hier findet auch eine bewusste, häufig ironisch gebrochene Reflexion historischer Vorbilder statt (etwa in Rezitativarie für eine singende Cembalistin). Eine zusätzliche, soziale und mitmenschliche Lesart von „Begleitung“ führt der Kagel-Schüler Bernhard König in die Tradition dieser Gattung ein (Accompagnato – Die Kunst des Begleitens).
Je mehr im 20. und 21. Jahrhundert außereuropäische Musikkulturen in den Blick geraten, umso mehr relativiert sich freilich die Bezugnahme auf die europäisch-barocke Form des Rezitativs als nur noch eine von vielen möglichen Quellen. Die metrisch freie Instrumentalbegleitung zu einer rezitatorischen Gesanglinie oder einer „sprechenden“ Melodie ist in der japanischen oder arabischen Musik ebenso verankert wie in mannigfachen Spielarten des Jazz.